# Драг (автомобилен спорт)
Драгът е форма на моторен спорт, при която предварително подготвени за целта превозни средства (по-често автомобили, но и мотоциклети) се състезават на права отсечка. Обикновено това става в двубой, като развитата скорост не е толкова важна, колкото определеното разстояние да бъде изминато за най-кратко време.
Срещат се различни дистанции, най-вече от 200 до 400 метра, но се провеждат и състезания на 800 метра. Още през 1960 година започва измерването на резултатите по електронен път.
При по-бързите автомобили се използва парашут вместо спирачки. В същото време неправилно поставеният парашут би могъл да доведе до сериозни последствия.

## Основи на драг състезанията
На всеки участник е позволено да направи бърнаут (загряване на гумите) в началото на състезанието за по-добро сцепление. Стартът се дава от светофар, наричан „коледно дръвче“. Той се състои от шест светлинни сигнала за всеки състезател – син, три жълти, зелен и червен. Синята светлина известява състезателите, че трябва да приближат стартовата линия, жълтите светлини са индикатори за готовност, а при светване на зелената светлина съревнованието започва. Червената светлина се включва само когато някой от състезателите е тръгнал преди светването на зелената такава. Тогава той получава наказание или директно дисквалификация.
Невинаги победител е преминалият разстоянието за по-малко време. Може да има разлика във времената, защото отмерването е индивидуално (аналогично на ски спусканията). Времето за реакция на един състезател може да е по-кратко и той да тръгне по-рано, а към края друг да го е задминал. Това от своя страна отключва и възможността за изравняване на времената, но победител става първият преминал финалната права.
При стандартните драг състезания загубилият двубоя отпада, а спечелилият преминава в следващия рунд. Накрая остават двама, измежду които се определя победителят.

## Класове
Съществуват редица класове при драг състезанията според дистанцията, вида автомобили, техните двигатели и др. Сред популярните драг класове са:
- Горивни драгстери. Притежават най-бързото ускорение и могат да развият максимална скорост за около 3.8 секунди, като средната отчитана скорост 20 метра преди финала е към 520 километра в час. Автомобилите са дълги 7.6 метра и тежат близо тон. Горивото им е смес от метанол и нитрометан в отношение 9:1.
- Про мод. Двигателите им могат да се модифицират по такъв начин, че да развият значителна мощност. Използват се турбини, компресори и бутилки с азотен оксид. Преминават дистанция от 400 метра за под 3.8 секунди и достигат скорост около 500 километра в час.
- Про стоук или хот род. Преминават дистанция от 400 метра за около 6.4 секунди, достигайки около 350 километра в час.
- Супер стоук. Автомобилите не приличат на обичайните драгстери, а са като най-обикновени шосейни коли, само че се отличават с модифицираните си до голяма степен двигатели, по-ниското тегло, въртящия момент и многото конски сили. Нерядко предаваната към задните колела сила е толкова голяма, че предницата на автомобилите се вдига за около 20 метра.